# اتحادیه املاک و مستغلات کبک
اتحادیه املاک و مستغلات کبک یا (QFREB) دارای بیش از ۱۲٬۰۰۰ کارگزار املاک است که عضو این اتحادیه هستند.

## تاریخچه
- 1991 - QFREB تأسیس